# Mademoiselle Dupin
Mademoiselle Dupin, bürgerlich Louise Jacob de Montfleury (* 30. März 1649 in Paris; † 8. April 1709 ebenda), war eine französische Schauspielerin.
Dupin war Tochter des Schauspielers und Dramatikers Zacharie Jacob Montfleury. Nach ihrem Debüt am Hof von Hannover folgte sie dem Schauspieler Joseph du Landas, genannt Dupin, nach Rouen, wo die beiden im Jahr 1665 heirateten.
Ihre eigentliche Karriere begann 1672 bei Molières Schauspieltruppe am Théâtre du Marais. Nach Molières Tod fand sie, wie viele ihrer Kollegen, ein Engagement im Salle de la Bouteille. Dupin wurde bei der Gründung der Comédie-Française sofort Sociétaire de la Comédie-Française, also festes Ensemblemitglied. Bereits im Jahr 1685 setzte sie sich zur Ruhe. Von der Comédie-Française erhielt sie eine Leibrente von 1000 Livre.
Dupin galt, trotz ihrer Leibesfülle, als schön. Den größten Erfolg hatte sie mit tragischen Rollen.
Ihre Schwester Françoise war ebenfalls Schauspielerin an der Comédie-Française.